# Pleiolama
Pleiolama — вимерлий рід наземних травоїдних тварин родини Camelidae, ендемічний для Північної Америки в пліоцені. Рід містить такі види: Pliauchenia humphreysiana, Pliauchenia magnifontis, Pliauchenia minima, Pliauchenia raki, Pliauchenia vulcanorum. Скам'янілості виявлено в США (Каліфорнія, Небраска, Невада, Південна Дакота, Техас) — всього 13 колекцій.

## Таксономія
Рід Pleiolama був спочатку названий Pliauchenia Едвардом Дрінкером Коупом у 1875 році.

## Поширення викопних решток
Поширення викопних решток охоплює південь та північну центральну частину Сполучених Штатів до Мексики.[джерело?]